# Stadhuis van Vianen
Het stadhuis of raadhuis is een stadhuisgebouw gelegen aan de Voorstraat in de plaats Vianen in de Nederlandse provincie  Utrecht. Het uit de 15e eeuw stammende gebouw is door de tijd heen veelvuldig verbouwd en uitgebreid, maar de voorgevel is bij de restauratie in 1960 grotendeels gereconstrueerd. Het pand is één van de drie bezoekadressen van de in 2019 gevormde gemeente Vijfheerenlanden.

## Geschiedenis
Vianen ontving in 1336 stadsrechten van Willem van Duivenvoorde. Het stadhuis werd echter pas in het begin van de 15e eeuw gebouwd, bestaand uit één laag met een kap en trapgevels. In 1473 werd het gebouw met ongeveer zes meter verhoogd en werd de kenmerkende voorgevel van Namense steen voor het gebouw geplaatst, voorzien van waterlijsten, kantelen en gotisch maaswerk. 
Naast de stedelijke overheid had ook de rechtspraak plaats in het gebouw. De lage rechtspraak vond plaats in het achterste deel van het gebouw, en op de eerste verdieping was de Kamer van Justitie gevestigd.

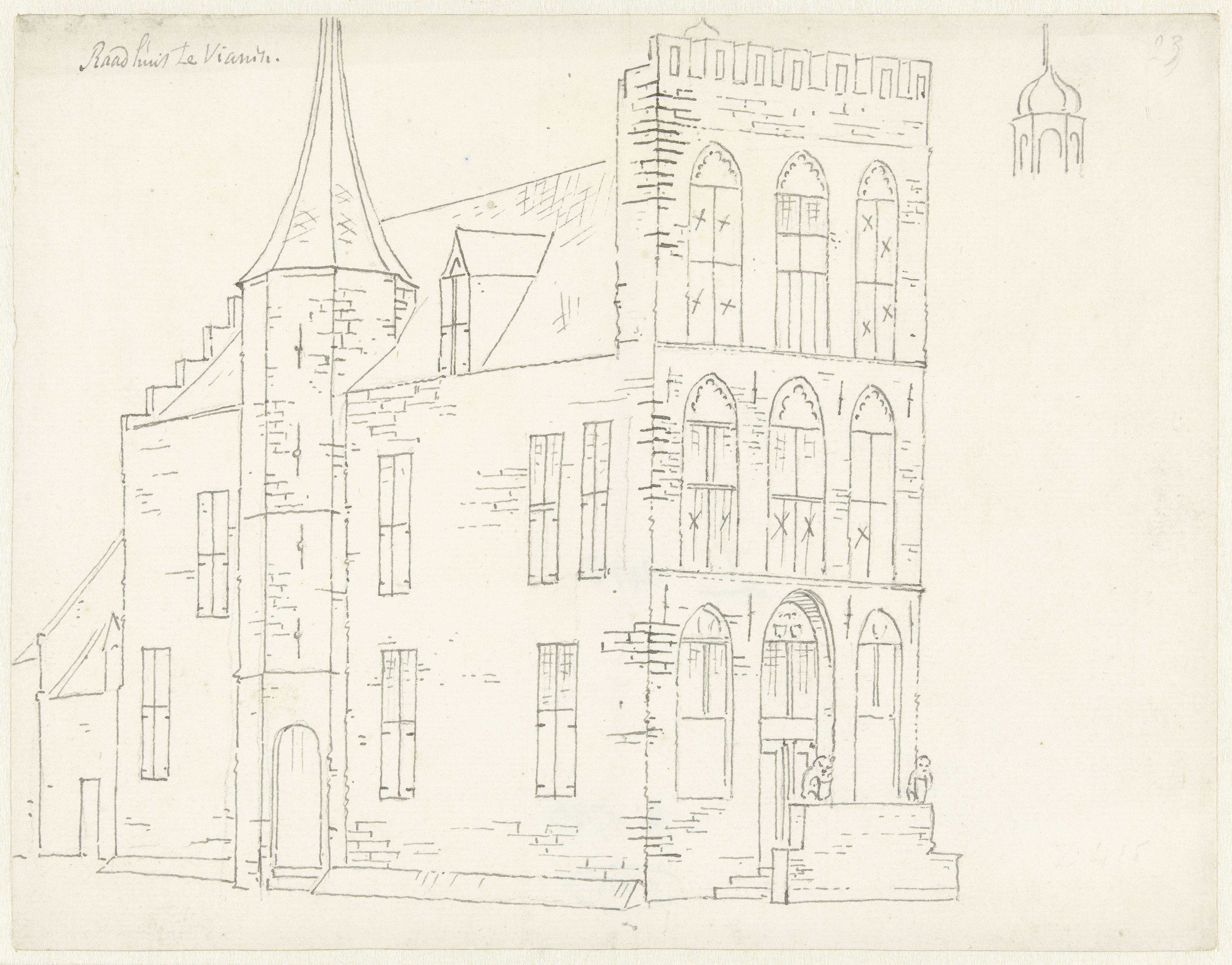
Het stadhuis van Vianen (ca. 1735) door Cornelis Pronk

Vanwege de vervallen staat van het gebouw werden tussen 1733 en 1737 grootschalige aanpassingen gedaan, waarbij onder meer de kantelen van de voorgevel werden verwijderd. In 1786 werd het naastgelegen pand, de Hoofdwacht, aangekocht en op de begane grond met het stadhuis verbonden. In 1839 vonden herstelwerkzaamheden plaats en werden intern diverse wijzigingen gedaan. In het gebouw werden gevangeniscellen ingebouwd. 
Nadat in 1925 het pand wederom in vervallen staat verkeerde, vond een grootschalige renovatie plaats tussen 1926 en 1929. Ook de Hoofdwacht werd verbouwd. Bij de renovatie tussen de jaren 1956 en 1960 werd onder meer de voorgevel gereconstrueerd. Hierbij werden overigens vijf kantelen geplaatst, terwijl op de tekening van Cornelis Pronk uit ca. 1735 zeven kantelen getekend waren. Onderdelen van het voormalige gasthuis achter het stadhuis, waaronder de kapel, werden verbouwd en bij het stadhuis getrokken.
Tussen 1981 en 1984 vond een uitbreiding plaats, waarbij het naastgelegen pand (met destijds nummer 30) helemaal onderdeel werd van het stadhuis, maar ook de monumentale gebouwen op nummer 32 en 34. Het oude gebouw en de uitbreiding zijn verbonden door een glazen bouwschil.